# Sonoma Raceway
Sonoma Raceway (dawniej Sears Point Raceway i Infineon Raceway) – tor wyścigowy o długości 4,056 km położony niedaleko miasta Sonoma w Kalifornii, na południowym krańcu gór o tej samej nazwie, około 45 km na północ od San Francisco. Odbywa się na nim wiele serii wyścigowych, m.in. NASCAR Sprint Cup Series, IndyCar Series, Ferrari Challenge, AMA Pro Racing, Formula DRIFT, World Touring Car Championship. Ze względu na swoje położenie występują na nim znaczne różnice wysokości. Oprócz standardowej konfiguracji istnieje również wersja NASCAR (3,203 km) i wersja IndyCar/motocyklowa (3,573 km), a także prosty odcinek do wyścigów na 1/4 mili.

## Rekordy
- Pełna wersja: 1:21,688 (Marco Werner, Audi R8 LMP, 17 lipca 2004)
- Wersja NASCAR: 1:15,950 (Jeff Gordon, Chevrolet Monte Carlo, 24 czerwca 2005)
- Wersja IndyCar/motocyklowa: 1:16,491 (Ryan Briscoe, Panoz Toyota, 27 sierpnia 2005)